# 黃偉麟
黃偉麟（1970年7月20日—），澳門著名男歌手及澳門旅遊形象大使，現任澳門特區政府行政公職局語言事務廳廳長及行政長官選舉管理委員會成員，前澳門廉政公署翻譯員及文化產業委員會成員，本職為翻譯員。

## 背景
黃偉麟的父親為早期隨軍駐澳的葡萄牙人，而其母親及妻子則均為華人。

## 經歷
2009年，黃偉麟領軍新生政治團體「齊聲建澳門」參加立法會選舉（第十四組、直選），但不幸落敗。